# The House of Glass (film)
The House of Glass er en amerikansk stumfilm fra 1918 af Émile Chautard.

## Medvirkende
- Clara Kimball Young som Margaret Case
- Pell Trenton som James Burke
- Corliss Giles som Harvey Lake
- Edward Kimball som McClellan
- James Laffey som Atwood